# Quinzième Docteur
Le Quinzième Docteur est un des incarnation du Docteur, personnage principal de la série de science-fiction britannique Doctor Who. Il est joué par l'acteur britannico-rwandais Ncuti Gatwa, succédant au quatorzième Docteur (interprété par David Tennant) à l'issue des trois épisodes spéciaux du 60e anniversaire de Doctor Who (2023).
Le 8 mai 2022, on annonce que Ncuti Gatwa reprend le rôle du Docteur dans la série Doctor Who. Il est le second acteur noir à jouer le rôle, après Jo Martin. Ncuti Gatwa est le premier acteur noir, d'origine africaine et ouvertement queer à incarner le Docteur,,.
Le 18 novembre 2022, il est annoncé que Millie Gibson interprétera sa compagne, Ruby Sunday. Puis le 12 avril 2024, il est annoncé que Varada Sethu interprétera une nouvelle compagne du nom de Belinda Chandra qui voyagera avec lui et Ruby Sunday qui reviendra à plusieurs malgré son départ à la fin de l'épisode L'Empire de Mort de la Saison 1 de 2024.

## Apparitions
Avant la première apparition du Quinzième Docteur, Ncuti Gatwa a fait une apparition non-créditée dans son propre rôle, en costume du Docteur, lors d'une reprise éditée du téléfilm An Adventure in Space and Time, diffusé le 23 novembre 2023, lors du 60e anniversaire de Doctor Who. Dans la version originale, alors qu'il se prépare à filmer sa scène de régénération, William Hartnell (David Bradley) regarde à travers la console du TARDIS et a une vision de Matt Smith, l'acteur qui a joué le Onzième Docteur au cours de l'année du 50e anniversaire de la série. Pour la rediffusion en 2023, la scène a été modifiée pour remplacer Smith par Gatwa.
Ncuti Gatwa apparaît pour la première fois en tant que Quinzième Docteur dans l'épisode spécial du 60e anniversaire Le Fabricant de Jouets, apparaissant dans le dernier tiers de l'histoire du Quatorzième Docteur (David Tennant) qui commence à se régénérer mais qui finit par se "bi-générer", introduisant le nouveau Docteur comme une entité physique distincte. Les deux Docteurs font donc équipe pour vaincre le Le Fabricant de Jouets, puis utilisent la puissance restante du domaine de déformation de la réalité de ce dernier pour dupliquer le TARDIS. Le Quinzième Docteur conseille à son prédécesseur de se reposer un peu, et ce dernier lui souhaite bonne chance avant de repartir vers de nouvelles aventures à bord de son propre TARDIS.
Après avoir fait la rencontre de Ruby Sunday dans l'épisode L'église de Ruby Road, le Docteur et Ruby partent en voyage à travers les étoiles en découvrant des bébés de l'espace (Les Bébés de l'Espace) une entité dénommé Maestro (L'Accord du Diable), une Intelligence Artificielle machiavélique (BOUM), un cercle de fées ainsi qu'une étrange femme au loin (73 Yards), un monde faussement utopique (Œil et Cerveau Bulle), une étrange duchesse en 1813 (Rogue) et un immense secret autour de Ruby (La Légende de Ruby Sunday / L'Empire de Mort).
À Noël 4202, le Docteur s'arrête dans l'Hôtel du Temps et se retrouve lié à une affaire concernant une étrange mallette se baladant de main en main avant d'arriver au poignet d'une humaine de 2024 appelée Joy Almondo. Provoqué par un "Paradoxe de l'écrivain", le Docteur se retrouve bloqué pendant 1 an à l'hôtel Sandringham aux côtés d'Anita Benn jusqu'à Noël 2025 afin d'accéder de nouveau à l'Hôtel du Temps. En tentant de faire réagir Joy pour la sortir de la possession de la mallette créer par Villengard, cette dernière finit avalée par un dinosaure 65 Ma en arrière avant d'être retrouvé en l'an 1 à Bethléem. Le Docteur voit Joy devenir l'étoile de Bethléem avant de repartir (JOY-eux Noël).

### Liste d'apparitions
- 60e Anniversaire - 2023
  - Le Fabricant de Jouets (Spécial 3)
- L'église de Ruby Road - Noël 2023
- Saison 1 - 2024
  - Les Bébés de l'Espace (Épisode 1)
  - L'Accord du Diable (Épisode 2)
  - BOUM (Épisode 3)
  - 73 Yards (Épisode 4)
  - Œil et Cerveau Bulle (Épisode 5)
  - Rogue (Épisode 6)
  - La Légende de Ruby Sunday (Épisode 7)
  - L'Empire de Mort (Épisode 8)
- Tales of the TARDIS - 2024
  - Pyramids of Mars (Épisode 7)
- JOY-eux Noël - Noël 2024
- Saison 2 - 2025
  - La Révolution des Robots (Épisode 1)
  - Lux (Épisode 2)
  - Le Puits (Épisode 3)
  - Jour de chance (Épisode 4)
  - Le Moteur à Histoires (Épisode 5)
  - Le Concours Interstellaire de la Chanson (Épisode 6)
  - Le Monde du souhait (Épisode 7)
  - La Guerre de la réalité (Épisode 8)

## Réception

### Annonce
Angus Robertson, secrétaire écossais du Cabinet de la Constitution, les Affaires extérieurs et la Culture, a félicité Ncuti Gatwa pour son casting. L'Acteur et chanteur Olly Alexander, considéré comme l'un des favoris pour le rôle,a également tweeté sa joie de le voir comme prochain Docteur.

### Réactions des précédents Docteurs
Sylvester McCoy, qui incarnait le Septième Docteur, a tweeté sa joie qu'un autre acteur écossais prenne les rênes du Docteur. Lors du Paris Fan Festival 2022, Matt Smith, qui incarnait le Onzième Docteur, a ouvertement exprimé son soutien à Ncuti Gatwa pour assumer le rôle. Dans une interview avec STV News, Peter Capaldi, qui incarnait le Douzième Docteur, a déclaré qu'il pensait que Ncuti Gatwa serait « un Docteur extraordinaire ». Lors des British Academy Television Awards 2022, Ncuti Gatwa a déclaré que David Tennant, qui incarnait le Dixième et Quatorzième Docteur, et Jodie Whittaker, qui interprétait le Treizième Docteur, l'avaient tous deux appelé pour exprimer leur soutien.